# QW de la Popa
QW de la Popa (QW Puppis) és un estel variable en la constel·lació de la Popa —la popa de la mítica Argo Navis— de magnitud aparent mitjana +4,50. Es troba a 69 anys llum de distància del sistema solar.
QW de la Popa, catalogat com a F3V o F0IV, pot ser un estel blanc-groc de la seqüència principal que, com el Sol, transforma l'hidrogen en heli, o bé, a punt d'esgotar la seva reserva d'hidrogen, pot estar començant a créixer i sent un estel subgegant. En qualsevol cas més calent que el Sol amb una temperatura de 7080 K, la seva lluminositat és 6,4 vegades major que la lluminositat solar. Té un radi un 60 % més gran que el radi solar. La seva edat està compresa entre 900 i 1800 milions d'anys, com correspon a un estel que encara està en la seqüència principal —o començant a abandonar-la— és un 41 % més massiva que el Sol. La seva abundància relativa de ferro, mesura indirecta de la metal·licitat, és poc més de la meitat que en el Sol.
QW de la Popa és una variable Gamma Doradus, on la variabilitat prové de pulsacions no radials de la seva superfície. Sofreix petites fluctuacions en la seva lluentor de 0,027 magnituds.